# Haltere la Jocurile Olimpice de vară din 2016 - masculin 69 kg
Proba de haltere categoria 69 de kg masculin de la Jocurile Olimpice de vară din 2016 de la Rio de Janeiro a avut loc la data de 9 august, la Pavilionul 2 al Riocentro.

## Recorduri
Înaintea acestei competiții, recordurile mondiale și olimpice erau următoarele.
| Recorduri mondiale | Smuls   | Liao Hui (CHN)      | 166 kg | Almatî, Kazahstan | 10 noiembrie 2014  |
| Recorduri mondiale | Aruncat | Liao Hui (CHN)      | 198 kg | Wrocław, Polonia  | 23 octombrie 2013  |
| Recorduri mondiale | Total   | Liao Hui (CHN)      | 359 kg | Almatî, Kazahstan | 10 noiembrie 2014  |
| Recorduri olimpice | Smuls   | Georgi Markov (BUL) | 165 kg | Sydney, Australia | 20 septembrie 2000 |
| Recorduri olimpice | Aruncat | Georgi Markov (BUL) | 196 kg | Sydney, Australia | 20 septembrie 2000 |
| Recorduri olimpice | Total   | Georgi Markov (BUL) | 357 kg | Sydney, Australia | 20 septembrie 2000 |

## Rezultate
| Loc  | Atlet                      | Grupa | Greutatea corpului | Smuls (kg) | Smuls (kg) | Smuls (kg) | Smuls (kg) | Aruncat (kg) | Aruncat (kg) | Aruncat (kg) | Aruncat (kg) | Total |
| Loc  | Atlet                      | Grupa | Greutatea corpului | 1          | 2          | 3          | Rezultat   | 1            | 2            | 3            | Rezultat     | Total |
| ---- | -------------------------- | ----- | ------------------ | ---------- | ---------- | ---------- | ---------- | ------------ | ------------ | ------------ | ------------ | ----- |
| 1    | Shi Zhiyong (CHN)          | A     | 68.72              | 156        | 160        | 162        | 162        | 188          | 190          | 198          | 190          | 352   |
| 2    | Daniyar Ismayilov (TUR)    | A     | 68.59              | 156        | 160        | 163        | 163        | 181          | 185          | 188          | 188          | 351   |
| 3    | Luis Javier Mosquera (COL) | A     | 68.54              | 150        | 150        | 155        | 155        | 183          | 189          | 190          | 183          | 338   |
| 4    | Bredni Roque (MEX)         | A     | 68.63              | 145        | 145        | 145        | 145        | 181          | 187          | 187          | 181          | 326   |
| 5    | Briken Calja (ALB)         | A     | 68.84              | 145        | 151        | 151        | 145        | 175          | 181          | 184          | 181          | 326   |
| 6    | Serghei Cechir (MDA)       | B     | 68.75              | 140        | 144        | 147        | 144        | 170          | 175          | 178          | 178          | 322   |
| 7    | Bernardin Matam (FRA)      | A     | 68.71              | 140        | 144        | 144        | 140        | 175          | 180          | 182          | 180          | 320   |
| 8    | Won Jeong-sik (KOR)        | B     | 68.95              | 143        | 143        | 146        | 143        | 172          | 177          | 180          | 177          | 320   |
| 9    | Triyatno (INA)             | A     | 68.60              | 142        | 142        | 147        | 142        | 175          | 182          | 182          | 175          | 317   |
| 10   | David Sánchez Lopez (ESP)  | B     | 68.61              | 137        | 142        | 145        | 142        | 170          | 175          | 177          | 175          | 317   |
| 11   | Tairat Bunsuk (THA)        | B     | 68.65              | 137        | 141        | 141        | 137        | 175          | 179          | 181          | 179          | 316   |
| 12   | Mohd Hafifi Mansor (MAS)   | A     | 68.71              | 140        | 143        | 144        | 140        | 176          | 181          | 182          | 176          | 316   |
| 13   | Kwon Yong-gwang (PRK)      | B     | 68.36              | 137        | 142        | 142        | 137        | 168          | 172          | 176          | 176          | 313   |
| 14   | Doston Yokubov (UZB)       | B     | 68.95              | 133        | 137        | 140        | 137        | 172          | 176          | 181          | 176          | 313   |
| 15   | Edwin Mosquera (COL)       | B     | 68.69              | 140        | 144        | 144        | 140        | 165          | 170          | 175          | 170          | 310   |
| 16   | Mohsen Al Duhaylib (KSA)   | B     | 68.96              | 128        | 135        | 137        | 135        | 162          | 171          | 171          | 162          | 297   |
| 17   | Pan Chien-hung (TPE)       | B     | 68.79              | 130        | 136        | 136        | 136        | 160          | 160          | 160          | 160          | 296   |
| -    | Kim Myong-hyok (PRK)       | A     | 68.87              | 157        | 157        | 161        | 157        | 188          | 188          | 196          | DNF          | DNF   |
| -    | Karem Ben Hnia (TUN)       | A     | 68.87              | 147        | 150        | 150        | 147        | 177          | 177          | 177          | DNF          | DNF   |
| -    | I Ketut Ariana (INA)       | A     | 68.75              | 145        | 145        | 145        | DNF        | N/A          | N/A          | N/A          | N/A          | DNF   |
| DS 1 | Izzat Artykov (KGZ)        | A     | 68.68              | 146        | 151        | 155        | 151        | 181          | 188          | 196          | 188          | 339   |

1 Artykov a câștigat inițial medalia de bronz, dar a fost descalificat după ce a fost testat pozitiv pentru stricnină.